# Solon 15 W. (= 6 G.-P.)
15 W. (= 6 G.-P.) – obejmujący cztery wersy urywek elegii Solona przechowany w Żywocie Solona Plutarcha oraz w Moraliach [De prof. virt. 6; De inim. until. 11; De tranqu. animi 13]. Został włączony do zbioru Theognidea (135-138). Metrum stanowi dystych elegijny.
Fragment stanowi częstą w archaicznej gnomice przestrogę przed nieuczciwym zdobywaniem bogactwa - temat ten wielokrotnie porusza w swojej twórczości także sam Solon [np. 4 W., 6 W., 13 W.] Mimo że fragment skonstruowany jest jako deklaracja o charakterze osobistym, jego treść stanowi myśl o charakterze ogólnym. Głosi ona, że miarą człowieka nie jest bogactwo. Słowa Solona wykorzystywali często ze względu na ich ponadczasowość autorzy późniejsi, np. Stobajos [3.1.8] i św. Bazyli Wielki [Ad adul. 5.45].
Solon wskazuje, że wśród wartości moralnych najwyższe miejsce zajmuje areté, którą jako nieprzemijającą szlachetność ducha przeciwstawia dobrom materialnym. Mówi, że ludzie zarazem bogaci i źli są liczni, w przeciwieństwie do nielicznych ludzi dobrych, którzy cierpią przy tym biedę. Nie czyni jednak uogólnienia, że wszyscy źli są bogaci, a wszyscy dobrzy są biedni – przeczy takiej interpretacji wiele innych zachowanych fragmentów jego twórczości – a potępia jedynie sposoby zdobywania bogactwa sprzeczne z ideałem etycznym areté. Należy też zauważyć, że w etyce okresu archaicznego pojęcie cnoty było ściśle powiązane z pojęciem bogactwa – Solon nie potępia więc samego posiadania bogactw, ale jedynie zachwianie naturalnego porządku świata, jakim jest zachodzące w jego czasach zerwanie związku między cnotami heroicznymi a bogactwem, pogoń za zyskiem obca ideałowi arystokratycznemu. 
Słowem ἔμπεδον („stały”, „trwały”) poeta określa przeciwstawione wartościom materialnym wartości duchowe. We fragmencie 13 W. określa tym samym przymiotnikiem właśnie wartości materialne, mając jednak na myśli bogactwo dane od bogów, a więc zdobyte uczciwie i nieprzemijające w tym właśnie sensie. Cała formuła o „przemijalności dóbr materialnych”, w istocie rzeczy tautologiczna, odnosi się we fragmencie 15 W. najprawdopodobniej do tego, że dóbr materialnych nie można zatrzymac po śmierci, cnotę natomiast można – takie przekonanie Solona potwierdza fragment 24 W.
Użyte w tekście słowa κακοί i ἀγαθοί mają przede wszystkim wymiar etyczny, należy jednak pamiętać, że dla arystokracji greckiej oznaczały one także przynależność rodową, tj. dobrze i źle urodzonych. Prawdopodobnie właśnie ze względu na użycie przez Solona elementów aparatu pojęciowego etyki greckiej arystokracji rodowej tekst został włączony do Theognidei, która stanowi zbiór utworów charakterystycznych dla jej umysłowości. W kontekście Theognidei następuje jednak przesunięcie w wymowie utworu, polegające na zawężeniu sensu użytych pojęć z ogólnoetycznego na typowy dla etyki arystokratycznej.